# Irving Ives
Irving McNeil Ives, född 24 januari 1896 i Bainbridge i delstaten New York, död 24 februari 1962 i Norwich i samma delstat, var en amerikansk republikansk politiker.
Ives var ledamot av USA:s senat från delstaten New York 1947-1959.
Ives deltog i första världskriget. Efter kriget studerade han vid Hamilton College i Clinton i delstaten New York. Han arbetade på bank- och försäkringsbranschen. Han var ledamot av New York State Assembly, underhuset i delstatens lagstiftande församling, 1931-1946. Han var 1936 underhusets talman i New York. Han blev 1946 invald i USA:s senat. Ives omvaldes 1952 men kandiderade inte för en tredje mandatperiod. Han var republikanernas kandidat i 1954 års guvernörsval i New York men han förlorade mot demokraten W. Averell Harriman.
Ives avled 1962 och gravsattes på Greenlawn Cemetery i Bainbridge.